# Liste antiker Ortsnamen und geographischer Bezeichnungen/Sm
| Lateinischer Name | Griechischer Name | Beschreibung                                                 | Heute                                  | Quellen und Verweise | Lage |
| ----------------- | ----------------- | ------------------------------------------------------------ | -------------------------------------- | -------------------- | ---- |
| Smaragdus Mons    |                   |                                                              |                                        | Smith;               |      |
| Smenus            |                   |                                                              |                                        | Smith;               |      |
| Smila, Smilla     |                   | Stadt in der Crusis                                          | im Nordwesten der Halbinsel Chalkidiki | Smith;               |      |
| Smyrna            | Σμύρνα (Smyrna)   | bedeutende griechische Stadt an der Westküste von Asia minor | Izmir in der Türkei                    | Smith;               |      |
| Smyrnaeus Sinus   |                   |                                                              |                                        | Smith;               |      |